# Синявский, Пётр Алексеевич
Пётр Алексеевич Синявский (9 февраля 1943, Сим — 21 декабря 2021, Москва) — советский и российский детский писатель, поэт, композитор. Член Московской организации Союза писателей России. Лауреат литературных премий имени Корнея Чуковского (2009), имени Сергея Михалкова (2010) и премии Маршака (2017). Лауреат премии Московского комсомола (1980). Жил и работал в Москве.

## Биография
Родился 9 февраля 1943 года в городе Сим Челябинской области, где в эвакуации находился оборонный завод, на котором работал отец. В том же году вернулся с мамой в Москву. Отец, Алексей Михайлович Синявский — главный технолог Опытно-конструкторского бюро. Мать — доцент патофизиолог. Дед, Михаил Фёдорович Синявский — Георгиевский кавалер, капитан первого ранга с 1915 года. Двоюродный дед — митрополит Мануил (Лемешевский).
Пётр с восемнадцати лет работал музыкантом в различных оркестрах. Писать стихи начал довольно поздно, в возрасте 40 лет. У него несколько десятков книжек для детей и множество стихотворных публикаций в периодической печати и стихотворных сборниках, сотни песен для детей и взрослых.

## Творчество

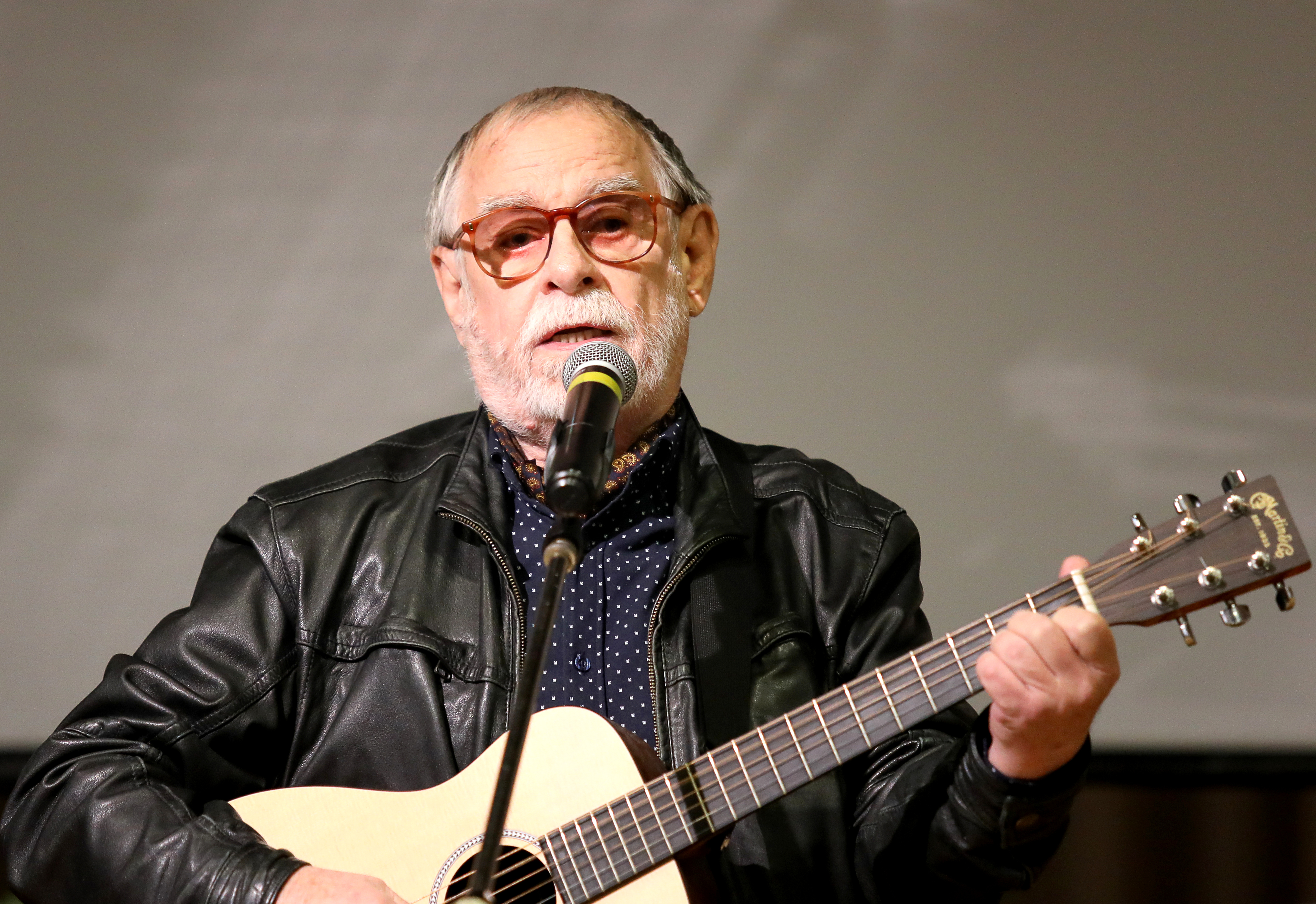
Пётр Синявский в Российской государственной детской библиотеке, 2018

В 70-80-е годы вместе с композиторами Песковым, Хромушиным, Кадомцевым, Крылатовым, Томиным и др. написал несколько десятков песен для Большого детского хора Всесоюзного радио и Центрального телевидения п/р Виктора Попова. Лучшие из них были созданы в творческом союзе с композитором Юрием Чичковым и вошли в золотой фонд советской детской песни: «Лесной марш», «Мой щенок», «Первый вальс», «Родная песенка». Вместе с Чичковым создал также песни к мультфильмам «Солдатская сказка» («Экран», 1980) и «Жил-был Саушкин» («Экран», 1981).
В соавторстве с Андреем Усачёвым писал сценарии и песни для популярной детской телепередачи «Кварьете Весёлая квампания» («ОРТ», 1995—1998 гг.).
Работал с композиторами Юрием Чичковым, Марком Минковым, Георгием Мовсесяном, Александром Журбиным, Давидом Тухмановым, Алексеем Шелыгиным. Его песни звучали и звучат в кино, на радио, в телепередачах, исполняются профессиональными артистами и любителями. В соавторстве с Александром Шагановым написал песню к популярному телесериалу «Убойная сила» («Прорвёмся, опера!») и песню о Туле, (композитор И.Матвиенко) . С Александром Журбиным создал песню к многосерийному телевизионному фильму «Московская сага» (2004). Также написал тексты песен к фильмам «Прорыв» (2006), «Козлёнок в молоке» (2003), «Лягушенция» и т. д.
В 2000 вышел сольный CD «Ваши руки из теплого жемчуга»: песни и романсы (37 треков) Петра Синявского в авторском исполнении под гитару.
Умер 21 декабря 2021 года.

## Премии
В 2009 году стал Лауреатом литературной премии имени К. И. Чуковского (приз детского жюри).
В 2010 году получил Международную литературную премию имени Сергея Михалкова «Облака» в номинации «Издание высокохудожественных книг для детей младшего и среднего возраста», в 2017 году стал Лауреатом премии Маршака.
Пётр Алексеевич — почётный работник образования.